# هرمان فون بوريس
هرمان فون بوريس (بالألمانية: Hermann von Borries)‏ (و. 1899 – 1943 م) هو ضابط ألماني، توفي في بورخوف، عن عمر يناهز 44 عاماً.

## جوائز
حصل على جوائز منها:

وسام الفارس الصليبي الحديدي